# Marta Solaz Cruz
Marta Solaz i Cruz (Barcelona, 8 de gener de 1976) és una actriu de cinema i televisió catalana.

## Biografia
Forma part de la pedrera de joves actors espanyols que van participar en la sèrie Al salir de clase. En el seu cas va interpretar el paper de Violeta entre 1999 i 2001, coincidint amb actors com Alejo Sauras, Carla Pérez o Diana Palazón (amb qui ha tornat a treballar a Hospital Central).
La seva trajectòria televisiva es completa amb petits papers en sèries com El comisario (2004) o Siete vidas (2006), a més d'aparicions més continuades en Hospital Central com Gabriela Dávila des de 2004. En 2008, s'incorpora a la cinquena temporada de la sèrie catalana Ventdelplà en el paper de la mossa d'Esquadra Raquel Busquets.
En cinema va debutar amb Monturiol, el senyor del mar, de Francesc Bellmunt, l'any 1993. La seva següent aparició seria ja en 2003 amb la pel·lícula Picasso y sus mujeres d'Antonio Palacios
En 2006 va estrenar els curts Trío de ases de Joseba Vázquez i Feliciten al chef d'Eva Sánchez i la pel·lícula Mia Sarah de Gustavo Ron, a la que seguiren títols com El amor se mueve, After y Maktub.
Además, cuenta con una gran experiencia teatral, habiendo participado en multitud de montajes como la adaptación teatral de El otro lado de la cama o l'obra Fashion, feeling, music, al costat d'alguns dels seus companys d' Al salir de clase com Olivia Molina, Octavi Pujades o Cristina Castaño.
En el terreny personal manté una relació des de 2009 amb l'actor Sergio Peris Mencheta, qui també va formar part d' Al salir de clase. Sergio i Marta foren pares d'un nen el 2012 i un altre el 2014.

## Filmografia

### Cinema
- Monturiol, el senyor del mar (1993), de Francesc Bellmunt.
- Picasso y sus mujeres (2003), d'Antonio Palacios.
- Trío de ases (2006), de Joseba Vázquez.
- Mia Sarah (2006), de Gustavo Ron.
- Feliciten al chef (2006), d'Eva Sánchez.
- El amor se mueve (2008), de Mercedes Afonso
- After (2009), de Alberto Rodríguez
- Trash (2009), de Carles Torras
- Maktub (2011), de Paco Arango
- El gènere femení (2011), de Carlos Benpar

### Televisió
- Al salir de clase (1999-2001) com Violeta Rivelles Prada.
- Hospital Central (2004-2006) com Gabriela Dávila.
- Ventdelplà (2008-2010).
- Colegas (2017-).
- Centro Médico (2018-¿¿??).
- El comisario (2004)
- La sopa boba (2004)
- Fuera de control (2006)
- 7 vidas (2006)
- Los misterios de Laura (2009)
- Seis hermanas (2015)

### Teatre
- Incrementum. Direcció Sergio Peris-Mencheta.
- El otro lado de la cama. Josep Maria Mestres. La Zona Films.
- Cantando bajo la lluvia. Ricard Reguant. Spektra.
- Pinocho. Julio Fischel. T. Sanpol.
- 1973, el musical. Víctor Conde. Alain Cornejo.
- Fashion, feeling, music. Esteve Ferrer. BocaBoca.
- Dos amigos de Verona. Carlos Marchena. TeatroA.
- Snoopy, el musical. Víctor Conde.
- Suburbia. Pep Pla. T. Eixample.
- Peter Pan. Víctor Conde.
- El knack. Oriol Úbeda. Tels Lluisos.
- Bodas de sangre. Marià Mazanares.
- Maribel y la extraña familia. Marià Mazanares.
- Los miércoles no existen. Peris Romano.*